# Mk 27型魚雷
Mk 27型魚雷是美國海軍第一款19寸(48 cm)潛射魚雷。該魚雷為電力推動，長125寸(3.175 m)，重1174磅(534 kg)。魚雷採用被動聲波制導系統，同時針對水下和水面目標。  潛艇船員稱它為「Cutie」(美人)，它自1943年開始投入使用，作為防禦性武器，於1960年代被界定為過時。
Mk 27型魚雷基本上是Mk 24型魚雷為在潛艇21寸(53 cm)水下魚雷管發射，在魚雷外殼上加裝多枚1寸(25 mm)長的木製導向螺柱而成的修改版。

## 修改和改進版
Mk 27 Mod 4型魚雷是由賓夕法尼亞州立大學軍械研究實驗室於1946年設計，以作為Mk 27型魚雷的改進版本。
它經由一條標準65針腳的「臍帶線纜」(umbilical cable)，與電氣設置火控系統相兼容，該型號魚雷在潛艇中使用近10年。它於1960年隨著Mk 37型魚雷的引入而退役。